# Euroligue de basket-ball 1997-1998
Navigation
Édition précédente Édition suivante
L'Euroligue de basket-ball 1997-1998 est la 41e édition de l'Euroligue masculine, compétition qui rassemble les meilleurs clubs de basket-ball du continent européen. L'édition 1997-1998 met aux prises 24 équipes.

## Principe
L’édition 1997-1998 met aux prises 24 équipes. Lors du premier tour, ces vingt-quatre équipes sont réparties en quatre groupes de six. Lors du deuxième tour, chaque groupe est modifié : les trois derniers des groupes A et B et C et D se croisent et constituent de nouveaux groupes, E, F, G, H. Les trois premiers de chacun de ces groupes affrontent alors uniquement ces trois nouvelles équipes en matchs aller-retour lors de ce deuxième tour. Les résultats du premier tour sont conservés. Les quatre premiers sont qualifiés pour les playoffs. Les huitièmes de finale et les quarts de finale se jouent au meilleur des trois matchs, le Final Four se déroulant sur terrain neutre sur un match sec pour les demi-finales et la finale.

## Déroulement

### 1ertour
Le premier tour se déroule du 18 septembre au 18 décembre 1997.

#### Groupe A
| Rang | Équipe           | Pts | J  | G | P | Pp  | Pc  | Diff |  | Résultats (dom.\ext.) |       |       |       |        |       |       |
| ---- | ---------------- | --- | -- | - | - | --- | --- | ---- |  | --------------------- | ----- | ----- | ----- | ------ | ----- | ----- |
| 1    | Olympiakós       | 17  | 10 | 7 | 3 | 722 | 702 | 20   |  | Olympiakós            |       | 61-60 | 71-76 | 86-74  | 82-75 | 69-57 |
| 2    | Efes Pilsen      | 16  | 10 | 6 | 4 | 718 | 674 | 44   |  | Efes Pilsen           | 67-70 |       | 81-69 | 71-63  | 78-81 | 65-64 |
| 3    | Maccabi Tel Aviv | 15  | 10 | 5 | 5 | 747 | 739 | 8    |  | Maccabi Tel Aviv      | 73-87 | 61-70 |       | 87-69  | 87-82 | 78-62 |
| 4    | CSKA Moscou      | 15  | 10 | 5 | 5 | 763 | 756 | 7    |  | CSKA Moscou           | 77-58 | 77-73 | 71-63 |        | 90-77 | 83-70 |
| 5    | Real Madrid      | 14  | 10 | 4 | 6 | 787 | 793 | -6   |  | Real Madrid           | 77-78 | 66-76 | 68-76 | 101-93 |       | 75-62 |
| 6    | Limoges          | 13  | 10 | 3 | 7 | 662 | 735 | -73  |  | Limoges               | 66-60 | 62-77 | 78-77 | 70-66  | 71-85 |       |

#### Groupe B
| Rang | Équipe             | Pts | J  | G | P  | Pp  | Pc  | Diff |  | Résultats (dom.\ext.) |       |       |       |       |       |       |
| ---- | ------------------ | --- | -- | - | -- | --- | --- | ---- |  | --------------------- | ----- | ----- | ----- | ----- | ----- | ----- |
| 1    | Benetton Trévise   | 19  | 10 | 9 | 1  | 782 | 664 | 118  |  | Benetton Trévise      |       | 98-58 | 65-57 | 71-66 | 85-70 | 76-67 |
| 2    | Estudiantes Madrid | 16  | 10 | 6 | 4  | 753 | 747 | 6    |  | Estudiantes Madrid    | 58-73 |       | 78-60 | 71-73 | 77-73 | 86-63 |
| 3    | PAOK Salonique     | 16  | 10 | 6 | 4  | 729 | 672 | 57   |  | PAOK Salonique        | 65-62 | 72-76 |       | 72-63 | 89-60 | 84-50 |
| 4    | Türk Telekomspor   | 15  | 10 | 5 | 5  | 711 | 716 | -5   |  | Türk Telekomspor      | 67-84 | 80-88 | 73-66 |       | 78-69 | 79-62 |
| 5    | KK Split           | 14  | 10 | 4 | 6  | 747 | 768 | -21  |  | KK Split              | 72-77 | 86-69 | 74-76 | 72-56 |       | 88-82 |
| 6    | FC Porto           | 10  | 10 | 0 | 10 | 688 | 843 | -155 |  | FC Porto              | 84-91 | 69-92 | 71-88 | 61-76 | 79-83 |       |

#### Groupe C
| Rang | Équipe            | Pts | J  | G | P | Pp  | Pc  | Diff |  | Résultats (dom.\ext.) |       |         |       |       |       |       |
| ---- | ----------------- | --- | -- | - | - | --- | --- | ---- |  | --------------------- | ----- | ------- | ----- | ----- | ----- | ----- |
| 1    | Kinder Bologne    | 19  | 10 | 9 | 1 | 773 | 655 | 118  |  | Kinder Bologne        |       | 83-70   | 72-79 | 77-72 | 94-64 | 73-51 |
| 2    | FC Barcelone      | 17  | 10 | 7 | 3 | 828 | 793 | 35   |  | FC Barcelone          | 71-84 |         | 85-62 | 87-71 | 89-80 | 68-65 |
| 3    | EB Pau-Orthez     | 15  | 10 | 5 | 5 | 739 | 750 | -11  |  | EB Pau-Orthez         | 65-67 | 94-95   |       | 74-70 | 77-76 | 73-65 |
| 4    | Partizan Belgrade | 14  | 10 | 4 | 6 | 793 | 807 | -14  |  | Partizan Belgrade     | 49-74 | 106-110 | 86-72 |       | 95-86 | 79-59 |
| 5    | Ülker Istanbul    | 13  | 10 | 3 | 7 | 734 | 769 | -35  |  | Ülker Istanbul        | 66-68 | 67-65   | 67-64 | 80-81 |       | 74-56 |
| 6    | Hapoël Jérusalem  | 12  | 10 | 2 | 8 | 680 | 773 | -93  |  | Hapoël Jérusalem      | 68-81 | 81-88   | 67-79 | 88-84 | 80-74 |       |

#### Groupe D
| Rang | Équipe              | Pts | J  | G | P | Pp  | Pc  | Diff |  | Résultats (dom.\ext.) |       |       |       |       |       |       |
| ---- | ------------------- | --- | -- | - | - | --- | --- | ---- |  | --------------------- | ----- | ----- | ----- | ----- | ----- | ----- |
| 1    | AEK Athènes         | 16  | 10 | 6 | 4 | 683 | 653 | 30   |  | AEK Athènes           |       | 80-57 | 70-55 | 79-80 | 74-65 | 57-52 |
| 2    | Teamsystem Bologne  | 16  | 10 | 6 | 4 | 753 | 788 | -35  |  | Teamsystem Bologne    | 70-67 |       | 77-75 | 80-73 | 77-61 | 93-77 |
| 3    | Cibona Zagreb       | 15  | 10 | 5 | 5 | 741 | 732 | 9    |  | Cibona Zagreb         | 67-73 | 87-92 |       | 98-84 | 78-75 | 61-73 |
| 4    | Alba Berlin         | 15  | 10 | 5 | 5 | 752 | 754 | -2   |  | Alba Berlin           | 60-67 | 95-79 | 74-73 |       | 82-74 | 79-71 |
| 5    | Union Olimpija      | 14  | 10 | 4 | 6 | 701 | 716 | -15  |  | Union Olimpija        | 71-74 | 89-68 | 59-76 | 78-72 |       | 60-49 |
| 6    | Paris Basket Racing | 14  | 10 | 4 | 6 | 668 | 655 | 13   |  | Paris Basket Racing   | 76-52 | 84-60 | 65-71 | 55-53 | 66-69 |       |

### 2etour
Le deuxième tour se déroule du 8 janvier au 19 février 1998.

#### Groupe E
| Rang | Équipe           | Pts | J  | G  | P  | Pp   | Pc   | Diff |  | Résultats (dom.\ext.) |       | E     |       |       | T     |       |
| ---- | ---------------- | --- | -- | -- | -- | ---- | ---- | ---- |  | --------------------- | ----- | ----- | ----- | ----- | ----- | ----- |
| 1    | Olympiakós       | 28  | 16 | 12 | 4  | 1176 | 1098 | 78   |  | Olympiakós            |       |       |       | 90-79 | 64-60 | 73-54 |
| 2    | Efes Pilsen      | 28  | 16 | 12 | 4  | 1232 | 1106 | 126  |  | Efes Pilsen           |       |       |       | 86-75 | 74-68 | 80-71 |
| 3    | Maccabi Tel Aviv | 27  | 16 | 11 | 5  | 1236 | 1152 | 84   |  | Maccabi Tel Aviv      |       |       |       | 78-69 | 87-76 | 88-69 |
| 4    | KK Split         | 21  | 16 | 5  | 11 | 1185 | 1243 | -58  |  | KK Split              | 60-53 | 82-93 | 73-75 |       |       |       |
| 5    | Türk Telekomspor | 21  | 16 | 5  | 11 | 1131 | 1185 | -54  |  | Türk Telekomspor      | 80-82 | 69-83 | 67-79 |       |       |       |
| 6    | FC Porto         | 16  | 16 | 0  | 16 | 1071 | 1356 | -285 |  | FC Porto              | 63-92 | 67-98 | 59-82 |       |       |       |

#### Groupe F
| Rang | Équipe             | Pts | J  | G  | P  | Pp   | Pc   | Diff |  | Résultats (dom.\ext.) |       |       |       | E     | R     |       |
| ---- | ------------------ | --- | -- | -- | -- | ---- | ---- | ---- |  | --------------------- | ----- | ----- | ----- | ----- | ----- | ----- |
| 1    | Benetton Trévise   | 28  | 16 | 12 | 4  | 1213 | 1100 | 113  |  | Benetton Trévise      |       | 83-77 |       |       | 65-56 | 96-70 |
| 2    | CSKA Moscou        | 25  | 16 | 9  | 7  | 1217 | 1159 | 58   |  | CSKA Moscou           | 82-65 |       | 78-48 | 74-68 |       |       |
| 3    | PAOK Salonique     | 25  | 16 | 9  | 7  | 1119 | 1083 | 36   |  | PAOK Salonique        |       | 61-58 |       |       | 63-59 | 85-76 |
| 4    | Estudiantes Madrid | 24  | 16 | 8  | 8  | 1171 | 1191 | -20  |  | Estudiantes Madrid    |       | 78-85 |       |       | 68-65 | 68-62 |
| 5    | Real Madrid        | 23  | 16 | 7  | 9  | 1187 | 1165 | 22   |  | Real Madrid           | 82-54 |       | 63-58 | 75-64 |       |       |
| 6    | Limoges            | 22  | 16 | 6  | 10 | 1099 | 1199 | -100 |  | Limoges               | 69-68 |       | 77-75 | 83-72 |       |       |

#### Groupe G
| Rang | Équipe              | Pts | J  | G  | P  | Pp   | Pc   | Diff |  | Résultats (dom.\ext.) |       |       |       |       | PBR   | PAU   |
| ---- | ------------------- | --- | -- | -- | -- | ---- | ---- | ---- |  | --------------------- | ----- | ----- | ----- | ----- | ----- | ----- |
| 1    | Kinder Bologne      | 29  | 16 | 13 | 3  | 1196 | 1058 | 138  |  | Kinder Bologne        |       | 81-66 |       | 72-62 | 69-52 |       |
| 2    | Alba Berlin         | 25  | 16 | 9  | 7  | 1203 | 1208 | -5   |  | Alba Berlin           | 85-69 |       | 81-78 |       |       | 66-55 |
| 3    | FC Barcelone        | 25  | 16 | 9  | 7  | 1273 | 1255 | 18   |  | FC Barcelone          |       | 77-78 |       | 84-65 | 78-77 |       |
| 4    | Union Olimpija      | 24  | 16 | 8  | 8  | 1144 | 1136 | 8    |  | Union Olimpija        | 76-60 |       | 92-60 |       |       | 71-68 |
| 5    | Paris Basket Racing | 23  | 16 | 7  | 9  | 1062 | 1054 | 8    |  | Paris Basket Racing   | 62-72 |       | 69-68 |       |       | 70-51 |
| 6    | Pau-Orthez          | 22  | 16 | 6  | 10 | 1144 | 1173 | -29  |  | Pau-Orthez            |       | 94-75 |       | 76-77 | 61-64 |       |

#### Groupe H
| Rang | Équipe               | Pts | J  | G  | P  | Pp   | Pc   | Diff |  | Résultats (dom.\ext.) |       |       |       |       |       |       |
| ---- | -------------------- | --- | -- | -- | -- | ---- | ---- | ---- |  | --------------------- | ----- | ----- | ----- | ----- | ----- | ----- |
| 1    | AEK Athènes          | 27  | 16 | 11 | 5  | 1123 | 1055 | 68   |  | AEK Athènes           |       |       |       | 68-76 | 81-73 | 65-51 |
| 2    | Teamsystem Bologne   | 26  | 16 | 10 | 6  | 1206 | 1232 | -26  |  | Teamsystem Bologne    |       |       |       | 85-82 | 80-74 | 79-60 |
| 3    | KK Cibona Zagreb     | 26  | 16 | 10 | 6  | 1245 | 1204 | 41   |  | KK Cibona Zagreb      |       |       |       | 84-66 | 91-86 | 81-79 |
| 4    | KK Partizan Belgrade | 22  | 16 | 6  | 10 | 1234 | 1261 | -27  |  | KK Partizan Belgrade  | 71-73 | 76-66 | 70-78 |       |       |       |
| 5    | Ülker Istanbul       | 21  | 16 | 5  | 11 | 1201 | 1242 | -41  |  | Ülker Istanbul        | 63-70 | 83-69 | 88-82 |       |       |       |
| 6    | Hapoël Jérusalem     | 18  | 16 | 2  | 14 | 1090 | 1243 | -153 |  | Hapoël Jérusalem      | 68-83 | 69-74 | 83-88 |       |       |       |

### Playoffs

#### Huitièmes de finale
Les huitièmes de finale se disputent les 3, 5 et 12 mars 1998.
| Équipe               | Score | Équipe               | 1re manche | 2e manche | 3e manche |
| -------------------- | ----- | -------------------- | ---------- | --------- | --------- |
| KK Partizan Belgrade | 2 - 0 | Olympiakós           | 72 - 60    | 78 - 74   | -         |
| Cibona Zagreb        | 0 - 2 | Efes Pilsen Istanbul | 59 - 75    | 98 - 102  | -         |
| Fortitudo Bologne    | 2 - 1 | Maccabi Tel-Aviv     | 96 - 93    | 72 - 88   | 68 - 65   |
| KK Split             | 0 - 2 | AEK Athènes          | 46 - 76    | 54 - 62   | -         |
| Union Olimpija       | 0 - 2 | Benetton Trévise     | 79 - 81    | 61 - 70   | -         |
| CSKA Moscou          | 2 - 1 | FC Barcelone         | 81 - 79    | 63 - 75   | 88 - 76   |
| ALBA Berlin          | 2 - 1 | PAOK Salonique       | 77 - 75    | 60 - 81   | 104 - 71  |
| Estudiantes Madrid   | 0 - 2 | Kinder Bologne       | 62 - 86    | 62 - 67   | -         |

#### Quarts de finale
Les quarts de finale se disputent les 24, 26 mars et 2 avril 1998.
| Équipe               | Score | Équipe               | 1re manche | 2e manche | 3e manche |
| -------------------- | ----- | -------------------- | ---------- | --------- | --------- |
| KK Partizan Belgrade | 2 - 1 | CSKA Moscou          | 87 - 72    | 52 - 77   | 89 - 77   |
| Benetton Trévise     | 2 - 1 | Efes Pilsen Istanbul | 67 - 57    | 58 - 59   | 76 - 68   |
| ALBA Berlin          | 0 - 2 | AEK Athènes          | 68 - 88    | 58 - 82   | -         |
| Fortitudo Bologne    | 0 - 2 | Virtus Bologne       | 52 - 64    | 56 - 58   | -         |

#### Final Four
|  | Demi-finales         | Demi-finales      |                |    | Finale            | Finale            |
|  | Demi-finales         | Demi-finales      |                |    | Finale            | Finale            |
|  |                      |                   |                |    |                   |                   |
|  | 21 avril, 18 h 15    | 21 avril, 18 h 15 |                |    | 23 avril, 20 h 30 | 23 avril, 20 h 30 |
|  | 21 avril, 18 h 15    | 21 avril, 18 h 15 |                |    | 23 avril, 20 h 30 | 23 avril, 20 h 30 |
|  | KK Partizan Belgrade | 61                |                |    | 23 avril, 20 h 30 | 23 avril, 20 h 30 |
|  | KK Partizan Belgrade | 61                |                |    | 23 avril, 20 h 30 | 23 avril, 20 h 30 |
|  | Kinder Bologne       | 83                |                |    | 23 avril, 20 h 30 | 23 avril, 20 h 30 |
|  | Kinder Bologne       | 83                | Kinder Bologne | 58 |                   |                   |
|  | 21 avril, 20 h 30    |                   | Kinder Bologne | 58 |                   |                   |
|  |                      | AEK Athènes       | 44             |    |                   |                   |
|  | Benetton Trévise     | AEK Athènes       | 44             | 66 |                   |                   |
|  | Benetton Trévise     |                   |                | 66 |                   |                   |
|  | AEK Athènes          | 69                |                |    |                   |                   |
|  | AEK Athènes          | 69                | 3e place       |    |                   |                   |
|  |                      |                   |                |    |                   |                   |
|  | 23 avril, 18 h 15    |                   |                |    |                   |                   |
|  |                      |                   |                |    |                   |                   |
|  | KK Partizan Belgrade | 89                |                |    |                   |                   |
|  | KK Partizan Belgrade | 89                |                |    |                   |                   |
|  | Benetton Trévise     | 96                |                |    |                   |                   |
|  | Benetton Trévise     | 96                |                |    |                   |                   |

## Équipe victorieuse
Joueurs : 
- N°5    Predrag Danilović ( Serbie)
- N°6    Claudio Crippa ( Italie)
- N°7    Alessandro Abbio ( Italie)
- N°8    Radoslav Nesterovič ( Slovénie)
- N°10   Hugo Sconochini ( Argentine)
- N°11   Augusto Binelli ( Italie)
- N°12   Zoran Savić ( Serbie)
- N°13   Riccardo Morandotti ( Italie)
- N°14   Antoine Rigaudeau ( France)
- N°15   Alessandro Frosini ( Italie)

Entraîneur :  Ettore Messina ( Italie)

## Récompenses individuelles
- MVP du Final Four :  Zoran Savić (Kinder Bologne)
- 5 majeur du Final Four :

 Antoine Rigaudeau (Kinder Bologne)
 Predrag Danilović (Kinder Bologne)
 Saulius Štombergas (Benetton Trévise)
 Dejan Tomašević (KK Partizan Belgrade)
 Zoran Savić (Kinder Bologne)

## Statistiques individuelles

### Points
| Rang | Joueur             | Équipe           | Matchs | Points | Moyenne |
| ---- | ------------------ | ---------------- | ------ | ------ | ------- |
| 1.   | Predrag Stojaković | PAOK Salonique   | 16     | 335    | 20,9    |
| 2.   | Harun Erdenay      | Ülker Istanbul   | 16     | 321    | 20,1    |
| 3.   | Oded Kattash       | Maccabi Tel Aviv | 19     | 372    | 19,6    |

### Rebonds
| Rang | Joueur          | Équipe               | Matchs | Rebonds | Moyenne |
| ---- | --------------- | -------------------- | ------ | ------- | ------- |
| 1.   | Dejan Tomašević | KK Partizan Belgrade | 23     | 221     | 9,6     |
| 2.   | Mirsad Türkcan  | Efes Pilsen          | 21     | 194     | 9,2     |
| 3.   | Conrad McRae    | PAOK Salonique       | 19     | 167     | 8,8     |

### Passes décisives
| Rang | Joueur              | Équipe       | Matchs | Passes décisives | Moyenne |
| ---- | ------------------- | ------------ | ------ | ---------------- | ------- |
| 1.   | Willie Anderson     | AEK Athènes  | 12     | 53               | 4,4     |
| 2.   | Petar Naumoski      | Efes Pilsen  | 17     | 71               | 4,2     |
| 3.   | Aleksandar Đorđević | FC Barcelone | 18     | 74               | 4,1     |

### Autres statistiques
| Catégorie              | Joueur           | Équipe             | Matchs | Moyenne |
| ---------------------- | ---------------- | ------------------ | ------ | ------- |
| Interceptions          | David Rivers     | Teamsystem Bologne | 21     | 2,9     |
| Balles perdues         | Michael Anderson | Ülker Istanbul     | 16     | 3,1     |
| Minutes                | Petar Naumoski   | Efes Pilsen        | 17     | 39,9    |
| Pourcentage aux tirs   | Valeriy Dayneko  | CSKA Moscou        | 22     | 87,8%   |
| Pourcentage à 2-points | Radisav Ćurčić   | Hapoël Jérusalem   | 16     | 63,6%   |
| Pourcentage à 3-points | Roger Esteller   | FC Barcelone       | 19     | 52,1%   |

### Meilleures performances individuelles
| Catégorie        | Joueur              | Équipe         | Statistique | Adversaire                       |
| ---------------- | ------------------- | -------------- | ----------- | -------------------------------- |
| Points           | Aleksandar Đorđević | FC Barcelone   | 39          | KK Partizan (12 nov. 1997)       |
| Rebonds          | Kevin Rankin        | Ülker Istanbul | 19          | AEK Athènes (14 jan. 1998)       |
| Passes décisives | Henrik Rödl         | Alba Berlin    | 12          | Teamsystem Bologne (6 nov. 1997) |
| Passes décisives | Aleksandar Đorđević | FC Barcelone   | 12          | Ülker Istanbul (11 déc. 1997)    |
| Interceptions    | Marcus Webb         | CSKA Moscou    | 11          | PAOK Salonique (8 jan. 1998)     |